# Waldemar Cotelo
Waldemar Cotelo (* 12. März 1964) ist ein ehemaliger uruguayischer Leichtathlet.

## Karriere
Der 1,73 Meter große Marathonläufer Cotelo gehörte dem uruguayischen Aufgebot bei den Südamerikaspielen 1990 in Peru an und gewann im Marathon die Goldmedaille. Dabei lief er mit 2:18:57 Stunden einen Südamerikanischen und Uruguayischen Rekord. Am 7. April 1991 lief er mit einer Zeit von 2:16:56 Stunden in Santa Rosa seine persönliche Bestzeit auf der Marathon-Strecke. Im August jenes Jahres nahm er mit der uruguayischen Mannschaft an den Panamerikanischen Spielen 1991 in Havanna teil und wurde mit einer gelaufenen Zeit von 2:29:30 Stunden Neunter. Bei den Iberoamerikanischen Meisterschaften 1994 wurde er mit einer gelaufenen Zeit von 29:27,29 Minuten Fünfter über 10.000 Meter. Im Marathon ging er auch als Mitglied des uruguayischen Olympiakaders bei den Olympischen Sommerspielen 1996 in Atlanta an den Start. Im Endklassement belegte er den 79. Platz. Im September 2001 trat er bei den von der Confederación Atlética del Uruguay (CAU), dem uruguayischen Sport- und Jugendministerium und der Intendencia Municipal von Montevideo ausgerichteten Iberoamerikanischen Meisterschaften im Halbmarathon an und wurde als bestplatzierter Uruguayer Sechster. In jenem Jahr siegte er beim Mar-del-Plata-Marathon. Cotelo wurde in seiner Karriere unter der Trainingsleitung von Gabriel Umpiérrez auch Uruguayischer Meister im Marathon.

## Erfolge
- 1. Platz Südamerikaspiele: 1990 – Marathon
- Sieger des Mar-del-Plata-Marathons: 2001
- Uruguayischer Meister – Marathon

## Persönliche Bestleistungen
- Marathon: 2:16:56 h, 7. April 1991, Santa Rosa[4]